# Whistling Jack Smith
Whistling Jack Smith (op de televisie pseudoniem van Billy Moeller, 2 februari 1946) is een fictief Brits muzikant. In 1967 werd hij beroemd met de fluitsingle I was kaiser Bill's batman. Op de single zelf is overigens niet Billy Moeller zelf te horen, maar de groep Mike Sammes Singers (die een jaar eerder een hit scoorden met Somewhere my love). Billy Moeller werd bij de groep gehaald toen de single een hit werd.
Zijn artiestennaam is een parodie op Whispering Jack Smith, eigenlijk Jacob Schmidt (1896-1950).

## Discografie

### Singles
| Single met eventuele hitnotering(en) in de Nederlandse Top 40 | Datum van verschijnen | Datum van binnenkomst | Hoogste positie | Aantal weken | Opmerkingen          |
| ------------------------------------------------------------- | --------------------- | --------------------- | --------------- | ------------ | -------------------- |
| I was Kaiser Bill's batman                                    |                       | 4-3-1967              | 2               | 15           | Whistling Jack Smith |

### NPO Radio 2 Top 2000
Van Whistling Jack Smith stond alleen I was kaiser Bill's batman in 1999 in de NPO Radio 2 Top 2000, op plek 1809.
- Gemeinsame Normdatei: 134645987
- International Standard Name Identifier: 0000 0000 7736 6175
- Library of Congress Control Number: no94025273
- MusicBrainz: 65cb4e85-ba32-4660-94fc-9c02ea0a63f2
- Virtual International Authority File: 51266491
- WorldCat: E39PBJpYpR3cVPgmCpDJqmj9jC